# Vila Maria
Vila Maria este un oraș în Rio Grande do Sul (RS), Brazilia.